# Grand Monster Slam
Grand Monster Slam ist ein Computerspiel für Commodore Amiga, Commodore 64, Atari ST und PC. In der Erstausgabe der Liste der 100 besten Spiele aller Zeiten der Zeitschrift Amiga Power wurde es zum hundertbesten Amiga-Spiel aller Zeiten erklärt. Es erschien nie wieder in der Top-100-Liste.
Das Spiel basiert auf einem fiktiven Grand-Monster-Slam-Turnier in der Fantasywelt GhoID. Die Teilnehmer des Grand Monster Slam sind gängigen Fantasierassen entlehnt, darunter Trolle, Orks, Oger und Kobolde. Der Spieler übernimmt die Rolle eines unbenannten Zwerges. Im Endspiel trifft der Spieler auf einen goldenen Goblin mit dem Namen Winner, der auf dem Unternehmenslogo der Entwickler Golden Goblins basiert.

## Das Turnier
Das Spiel besteht aus zwei Ligen mit jeweils acht Gegenspielern und einer Finalliga mit drei Gegnern, die übernatürliche Kräfte besitzen. In jeder Liga muss der Spieler im K.-o.-System gegen die Mitbewerber antreten und nach einem gewonnenen Endspiel eine Runde Faulton Feeding (siehe unten) erfolgreich abschließen, um in die nächste Liga aufzusteigen.
Nach dem Sieg in allen Spielen der Finalliga bekommt der Spieler eine Goldmedaille und eine gelbe Jacke vom König. Verliert der Spieler ein Spiel, wird er zum Hofnarren gemacht. Wenn das in einer höheren Liga geschieht, erhält er die Gelegenheit, in der aktuellen Liga noch einmal zu starten, verliert jedoch alle Punkte.

## Regeln
Ein normales Spiel findet auf einem kleinen Platz statt, ungefähr so groß wie ein Tennisplatz. Jeder der beiden Spieler steht an einem Ende des Platzes vor sechs horizontal aufgereihten Beloms (auch als „Boms“ bekannt).
Die Beloms sind braune, kugelige, ballähnliche Geschöpfe mit Gesichtern, die zittern, sobald sich der Spieler nähert.
Das Ziel in Grand Monster Slam ist es, durch Fußtritte alle eigenen Beloms hinüber auf die Seite des Gegners zu schießen, um dann zur gegnerischen Seite zu laufen und seinen Sieg zu demonstrieren. Wenn herüber getretene Beloms auf die gegenüberliegende Seite gelangen, bewegen sie sich auf eine freie Stelle in der Reihe der sechs Abspielpunkte vor dem Spieler, sobald ein Platz frei wird. Um zu gewinnen, muss der Spieler versuchen, den Gegenspieler mit den eigenen Beloms zu treffen, damit dieser umgeworfen wird und so selbst keine Beloms herüber schießen kann. Der Spielverlauf besteht darin, den gegnerischen Beloms auszuweichen, während die eigenen Beloms so genau wie möglich hinüber geschossen werden.
Der Spielfeld wird durch eine Mauer von den Zuschauerrängen abgegrenzt. Wenn ein Belom über diese Mauer geschossen wird, erhält der Spieler einen Strafstoß, der hier Pelvan genannt wird (abgeleitet vom Englischen: Penalty). Ein entenähnliches Geschöpf rutscht aus dem Bereich über dem Platz an einem Seil herunter und bewegt sich zur anderen Platzhälfte. Der bevorteilte Spieler tritt diesen Pelvan auf die andere Seite, wobei der Bestrafte versuchen muss, die Figur zu fangen. Wenn er das nicht schafft, muss er als Strafe drei Beloms des Gegenspielers übernehmen (wenn dieser weniger als vier übrig hat, wandern nur so viele, dass gerade noch ein Belom übrig bleibt). Falls er den Pelvan fängt, geht einer seiner Beloms an den Gegner über. Der Pelvan kann gerade, nach rechts oder nach links geschossen werden und der Fänger kann sich in dieselben Richtungen bewegen, sodass die Wahrscheinlichkeit, den Pelvan zu fangen, bei einem Drittel liegt.
In der ersten Liga ist das Spielfeld leer. In der zweiten und dritten Liga sind die Gegner durch eine kleine Mauer mit einem Loch in der Mitte getrennt. Das hat zwei Folgen: die Beloms müssen mit mehr Kraft getreten werden, um sie über die Mauer zu bekommen und der Spieler muss sich in die Mitte des Platzes bewegen, um durch die Lücke auf die andere Seite des Platzes zu laufen, nachdem er alle Beloms hinüber geschossen hat.

## Minispiele
Grand Monster Slam beinhaltet zwei Minispiele, die zwischen den Hauptspielen stattfinden. Sie können zum Üben auch über das Hauptmenü gestartet werden.

### Revenge of the Beloms
Revenge of the Beloms findet nach jedem Viertel- und Halbfinale statt. Der Spieler wird dabei von acht Beloms umkreist, die an den Himmelsrichtungen platziert sind und ihn nacheinander einzeln angreifen. Sie zeigen an, welcher Belom attackieren wird, indem sie Staub aufwirbeln, bevor sie sich auf den Spieler zu bewegen. Der Spieler muss sie abwehren, indem er sie mit einer hantelähnlichen Waffe weg stößt. Wenn ein Belom in den Bereich hinter dem Hantelende kommt, überrennt es den Spieler, die anderen Beloms kommen dazu und alle springen auf dem Körper des Spielers auf und ab. Damit ist das Minispiel beendet.
Vor jedem Spiel gibt der König dem Spieler ein Ziel vor, wie viele Beloms der Spieler abwehren muss, um seine Punkte zu behalten. Dieses Ziel wird im Laufe des Turniers immer höher gesteckt. Je nachdem, wie viele Beloms der Spieler im Verhältnis zur Zielvorgabe abwehren kann, verliert er Punkte, die er in der letzten Runde gewonnen hat, oder er erhält Bonuspunkte.

### Faulton Feeding
Nach jedem erfolgreichen Endspiel in der ersten oder zweite Liga muss der Spieler eine Runde Faulton Feeding abschließen. Diese findet auf dem gleichen Platz wie die Hauptspiele statt. Vor dem Spieler sind wie gewöhnlich sechs Beloms aufgereiht und auf der anderen Seite stehen sechs Säulen, auf denen froschähnliche Geschöpfe sitzen, die Faulton genannt werden. Der Spieler muss die Beloms in die offenen Mäuler der Faultons schießen, indem er mit der richtigen Stärke tritt, sodass die Beloms nicht über oder unter den Faultons landen.
Bei der ersten Fütterung muss der Spieler mindestens zwei Faultons erfolgreich füttern, im zweiten Spiel mindestens vier. Wenn er erfolgreich ist, darf er in die nächste Liga aufsteigen, ansonsten muss er die letzte Liga wiederholen.

## Musik
Der Soundtrack zum Spiel stammt von Chris Hülsbeck, wurde im Rahmen einer Konzertreihe vom WDR Rundfunkorchester Köln aufgeführt und ist auf dem Album Symphonic Shades enthalten.